# Ahmad Suradji
 (juin 2008).
Si vous disposez d'ouvrages ou d'articles de référence ou si vous connaissez des sites web de qualité traitant du thème abordé ici, merci de compléter l'article en donnant les références utiles à sa vérifiabilité et en les liant à la section « Notes et références ».
Ahmad Suradji (10 janvier 1949-2008) était un tueur en série indonésien.

## Biographie
Suradji, un éleveur né en 1949, également connu comme Nasib Kelewang, ou par son nom d'emprunt Datuk, reconnaît sous la torture avoir tué 42 femmes en 11 ans. Ses victimes, de 11 à 30 ans, ont été étranglées avec un câble après avoir été enterrées jusqu'à la taille dans la terre au cours d'un rituel. Suradji a été arrêté le 2 mai 1997, après que des corps furent découverts près de sa maison à la périphérie de Medan, capitale de Sumatra du Nord. Il a enterré ses victimes dans une plantation de cannes à sucre près de son domicile, les têtes des victimes faisant face à son habitation, croyant que cela lui donnerait une puissance supplémentaire.
Il a dit à la police qu'en 1988 il a fait un rêve au cours duquel le fantôme de son père lui a ordonné de tuer 70 femmes et de boire leur salive, pour devenir un guérisseur mystique. Comme il était sorcier, les femmes venaient le consulter pour le conseil spirituel ou pour devenir plus belles ou plus riches. Ses trois épouses -toutes sœurs- ont été également arrêtées pour complicités de meurtres et avoir aidé leur époux à cacher les corps.
Le procès qui a débuté le 11 décembre 1997, comportait un dossier de 363 pages. Continuant à clamer son innocence, Suradji et Tumini (la première de ses épouses) ont été jugés coupables le 27 avril 1998, puis condamnés à mort. Ils ont été fusillés le 10 juillet 2008,. Les deux autres sœurs Tumini fuiront la ville.